# Galeazzo Alessi
Pour les articles homonymes, voir Alessi (homonymie).
Galeazzo Alessi (né à Pérouse en 1512 et mort dans la même ville le 30 décembre 1572) est un architecte italien du XVIe siècle.

## Biographie
Galeazzo Alessi étudie d'abord sous la direction de Giovanni Battista Caporali, architecte et peintre. Il est un étudiant enthousiaste pour l'architecture ancienne et son style fut marqué par cette discipline. Il continue sa formation à Rome, où il rencontre Michel-Ange, dont on sentira l'influence par la suite dans son œuvre.
À Pérouse, il réalise l’église Santa Maria del Popolo (1547) et le porche de Sant'Angelo della Pace (it) (1548).
Il s’établit à Gênes, en 1548, invité par la République pour y moderniser les fortifications du port et son agrandissement, afin de permettre aux nouvelles galères, qui passent d'une capacité de 12 000 à 28 700 tonneaux en moins d'un siècle à partir de la toute fin du xve siècle, de venir y mouiller. C'est à lui aussi qu'on doit le style des palais génois qu'on peut trouver le long de la Via Garibaldi, représenté par les Palazzo Pallavicini-Cambiaso en 1565 et le palais Lercari-Parodi en 1567, qui influencent les réalisations d’autres confrères.
Toujours à Gênes, il construit l'église Santa Maria in Carignano (1549-1552) ; laquelle est fortement inspirée du projet de Bramante pour la Basilique Saint-Pierre de Rome, la Villa Cambiaso (1548) et la Villa Pallavicino delle Peschiere (1560). À la même époque, il travaille à Milan où il réalise le Palazzo Marino (1553-1558) (qui accueille aujourd’hui l'hôtel de ville), l’église San Barnaba (1561), l’église San Vittore al Corpo (it) et la façade de Santa Maria presso San Celso. À Assise, on lui doit le projet de la basilique Santa Maria degli Angeli (1569) dont la réalisation se poursuivra jusqu'en 1679 et sera modifiée en 1832. Alessi est l'architecte de nombreux palais et églises, aussi bien en Italie que dans les Flandres, en Allemagne ou en Sicile et comprend même un projet pour l'Escurial de Madrid, en Espagne.
Il repose dans l'église San Fiorenzo (it) à Pérouse,.

## Œuvres

### À Pérouse
- Rocca Paolina ;
- Loggia-oratoire de San Angelo della Pace ;
- Santa Maria del Popolo (Chambre de commerce) ;
- Couvent de Santa Giuliana (Santa Caterina) ;
- Porche de la Villa del Leone (it) ;
- Porte de la façade méridionale du Duomo ;
- Travaux pour la Basilica di San Pietro ;
- Loggia pour le Palazzo dei Priori.

### À Assise
- Basilique Sainte-Marie-des-Anges d'Assise ;
- Tabernacle de saint François ;
- Remaniement de la cathédrale San Rufino (1571).

### À Gênes

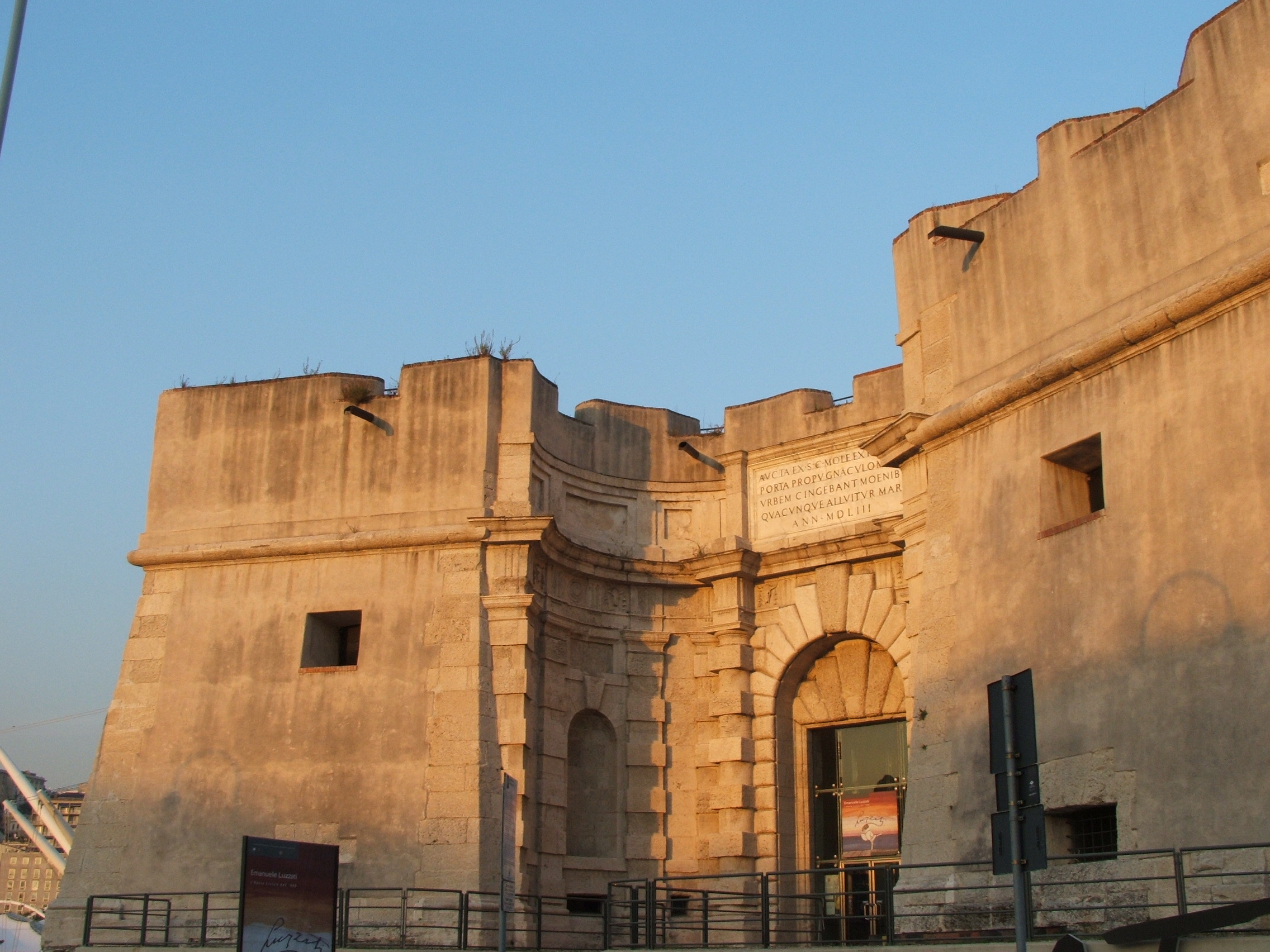
Projet de la porte Siberia (Gênes)

- Villa Giustiniani-Cambiaso à Albaro ;
- Basilique Santa Maria Assunta ;
- Porte du Molo (Porte Siberia), insérée dans la dernière partie des fortifications ;
- Coupole du Duomo di San Lorenzo ;
- Villa delle Peschiere de Tobia Pallavicino ;
- Villa Grimaldi-Sauli in Bisagno ;
- Projets des palais de la Strada Nuova.

### À Milan

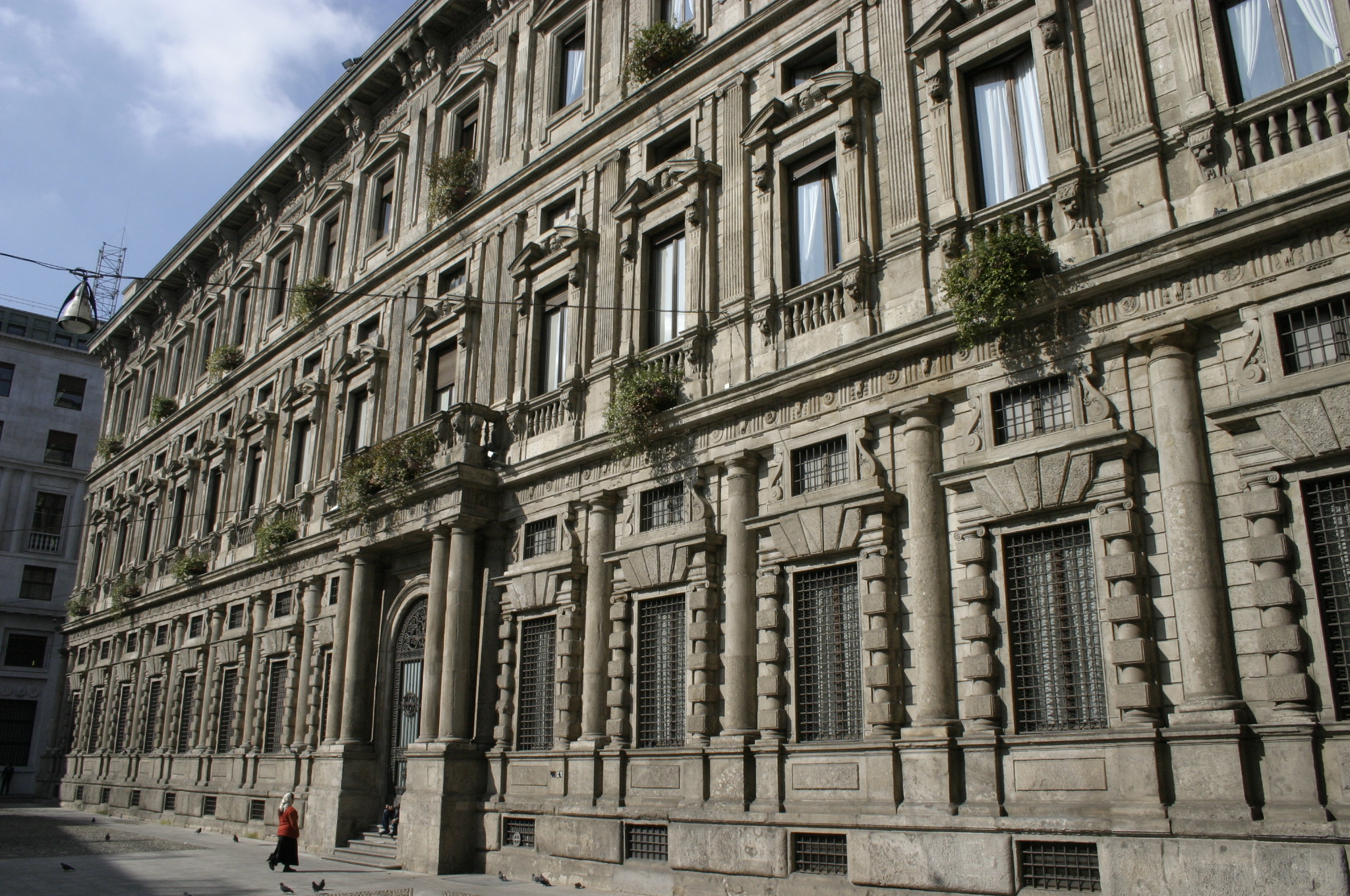
Palazzo Marino (Milan)

- Palazzo Marino (Municipio di Milano), esquisse pour le Génois Tommaso Marino (it), transféré à Milan ;
- l'église San Barnaba de Milan ;
- Amphithéâtre de l'École Canobiane ;
- Santa Maria presso San Celso ;
- San Raffaele (it) ;
- Travaux divers au Dôme de Milan (monument de la famille Arcimboldi (it)...).

### Sacro Monte di Varallo
- Projet pour le niveau principal au Mont Sacré de Varallo.

### Rome
- Dessin de la façade de l'église du Gesù.